# Анна Померанская (1590—1660)
Анна Померанская (также известная как Анн де Крой и Аершот, Анна фон Крой и Аершот, Анна фон Поммерн) (3 октября 1590 года, Барт — 7 июля 1660 года, Штольп) была аллодиальной наследницей потухшего герцогского дома Померании.

## Биография
Она была младшей дочерью Богуслава XIII, герцога Померанского и Клары Брауншвейг-Люнебургской. Она была последним выжившим членом дома Грифонов (Грайфен).
В 1619 году она вышла замуж за Эрнста фон Кро (1588—1620), принца и герцога Круа (1583—1620), имперского генерала, который умер в следующем году. Эрнст был сыном Карла Филиппа де Крой (1549—1613), который был единственным сыном Филиппа II Крой от его второй жены, Анны Лотарингиийской .
Их сын Эрнст Богуслав фон Крой (1620—1684) стал последним лютеранским епископом Каммина (ныне Камень Померанский).